# Gabriel Puyana
Gabriel Puyana García (Bucaramanga, 30 de mayo de 1926-Bogotá, 2 de junio de 2011) fue un militar, académico, diplomático, internacionalista, historiador y escritor colombiano.
Puyana destacó como militar de carrera, llegando a ser director de la Escuela de Oficiales del Ejército colombiano. Participó en varios conflictos, incluyendo la Guerra de Corea, donde fue corresponsal de guerra para el periódico El Tiempo. Puyana dejó el ejército por solicitud del entonces presidente de Colombia, Alfonso López Michelsen.
Puyana también fue cronista del conflicto armado colombiano, escribiendo varias obras en ésta materia. Académico por herencia familiar, Puyana también perteneció a varios círculos académicos como la Academia Colombiana de Historia, a la que también pertenecía su padre, y la Sociedad Geográfica de Colombia.

## Familia
Gabriel Puyana era miembro de la aristocracia santandereana, siendo hijo del académico Luis Ernesto Puyana Troncoso y de Paulina García Cadena.
Su padre era pariente lejano del empresario Eduardo Puyana Rodríguez, padre de la periodista Nohra Puyana, quien a su vez es la esposa del también periodista y político conservador Andrés Pastrana Arango. Pastrana fue presidente de Colombia entre 1998 y 2002 por el Partido Conservador, como lo fue su padre Misael Pastrana entre 1970 y 1974. Misael estaba casado con María Cristina Arango, hija del político liberal Carlos Arango y nieta del también conservador Carmelo Arango.

### Matrimonio y descendencia
Gabriel contrajo matrimonio con María Cristina Paz Garther, con quien tuvo a sus hijos Juan Carlos, Luis Ernesto, Gabriel y Sergio Puyana Paz.

## Obras
- ¡Por la libertad... en tierra extraña! Crónicas y reminiscencias de la guerra de Corea (1993).
- Vivencias de un ideal: relatos que pueden ser historia (2001)
- Historia de la caballería colombiana (2009)